# Onze-Lieve-Vrouwekerk (Mannekensvere)

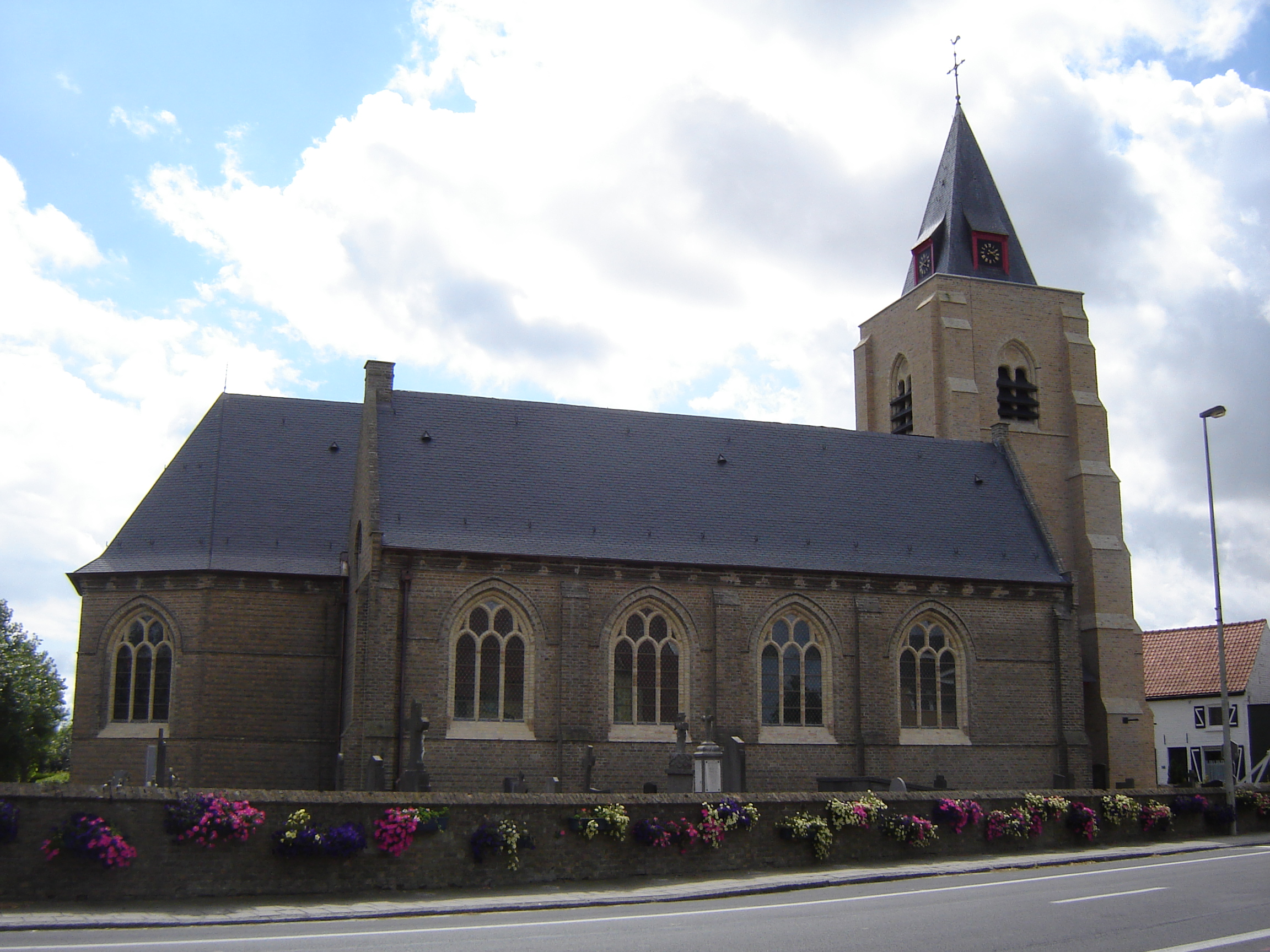
Onze-Lieve-Vrouwekerk

De Onze-Lieve-Vrouwekerk is de parochiekerk van de tot de West-Vlaamse gemeente Middelkerke behorende plaats Mannekensvere, gelegen aan de Brugsesteenweg.

## Geschiedenis
Het patronaatsrecht van deze kerk behoorde ooit toe aan de orde der Tempeliers. In 1860 werd deze kerk vervangen door een driebeukige hallenkerk in neogotische stijl. Tijdens de Eerste Wereldoorlog werd deze kerk, evenals het hele dorp, verwoest. In 1922 werd de kerk herbouwd naar ontwerp van Théodore Raison.

## Gebouw
Het betreft een driebeukige hallenkerk met voorgebouwde westtoren. De kerk is gebouwd in gele baksteen, in historiserende stijl. De toren is voorzien van een tentdak.
Het meubilair werd in 1925 vervaardigd door de kunstambachtsschool van Maredsous.